# George Fant

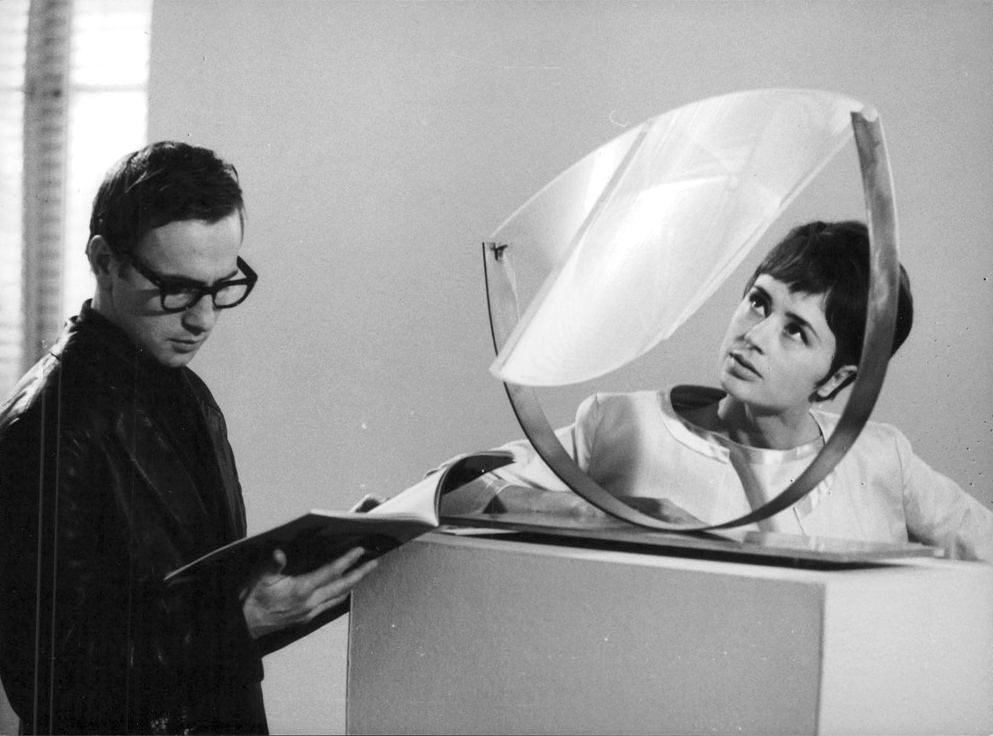
Från inspelningen 1965 av För vänskaps skull med Harriet Andersson och i regi av Hans Abramson.

George Fant, folkbokförd Georg Fredrik Mikael Fant, född 11 juli 1916 i Stockholm, död 21 februari 1998 i Stockholm, var en svensk skådespelare, regissör och teaterledare. Han var på sin tid en stor flickidol, kallad "Flickornas Fant". 

## Biografi
Fant studerade teater för Julia Håkansson och var under 1930– och 1940–talen en av svensk films mest anlitade skådespelare. Han var engagerad av SF 1937–1942, Sandrewkoncernen 1943–1948, Vasateatern, Oscarsteatern, och Riksteatern under olika perioder 1937–1952 samt Upsala Stadsteater 1952–1953. 
Han var konstnärlig ledare för Folkrörelsernas programbolag 1953–1957, rektor för Statens scenskola i Malmö 1964–1967, chef för Norrbottensteatern i Luleå 1967–1972, rektor för Scenskolan i Stockholm 1975–1979 och teaterchef för Bohusläns teater 1990–1992.
1973 tilldelades han Teaterförbundets guldmedalj för "utomordentlig konstnärlig gärning".

### Privatliv
Han var son till kapten Tore Fant och Stina, född Gustafsson, samt bror till Kenne Fant, kusin till Gunnar Fant och sonson till anstaltsdirektören och riksdagsmannen Fredrik Fant.
George Fant var gift sex gånger; första gången 1941–1944 med skådespelaren Maj-Britt Håkansson, andra gången 1944–1950 med Ingrid Koraen, tredje gången 1951–1962 med Ulla af Ugglas, fjärde gången 1962–1970 med mannekängen Maj Hähnel, född Lindberg, senare känd som programledaren Maj Fant, femte gången 1972–1986 med B.M. Boqvist och sjätte gången från 1991 till sin död med skådespelaren Karin Fermann.
Han var far till skådespelaren Christer Fant i äktenskapet med af Ugglas. 
George Fant är begravd på Norra begravningsplatsen i Solna.

## Filmografi i urval
- 1935 – Valborgsmässoafton
- 1936 – Han, hon och pengarna
- 1936 – Kungen kommer
- 1936 – Johan Ulfstjerna
- 1936 – Äventyret
- 1936 – 33.333
- 1936 – Bröllopsresan

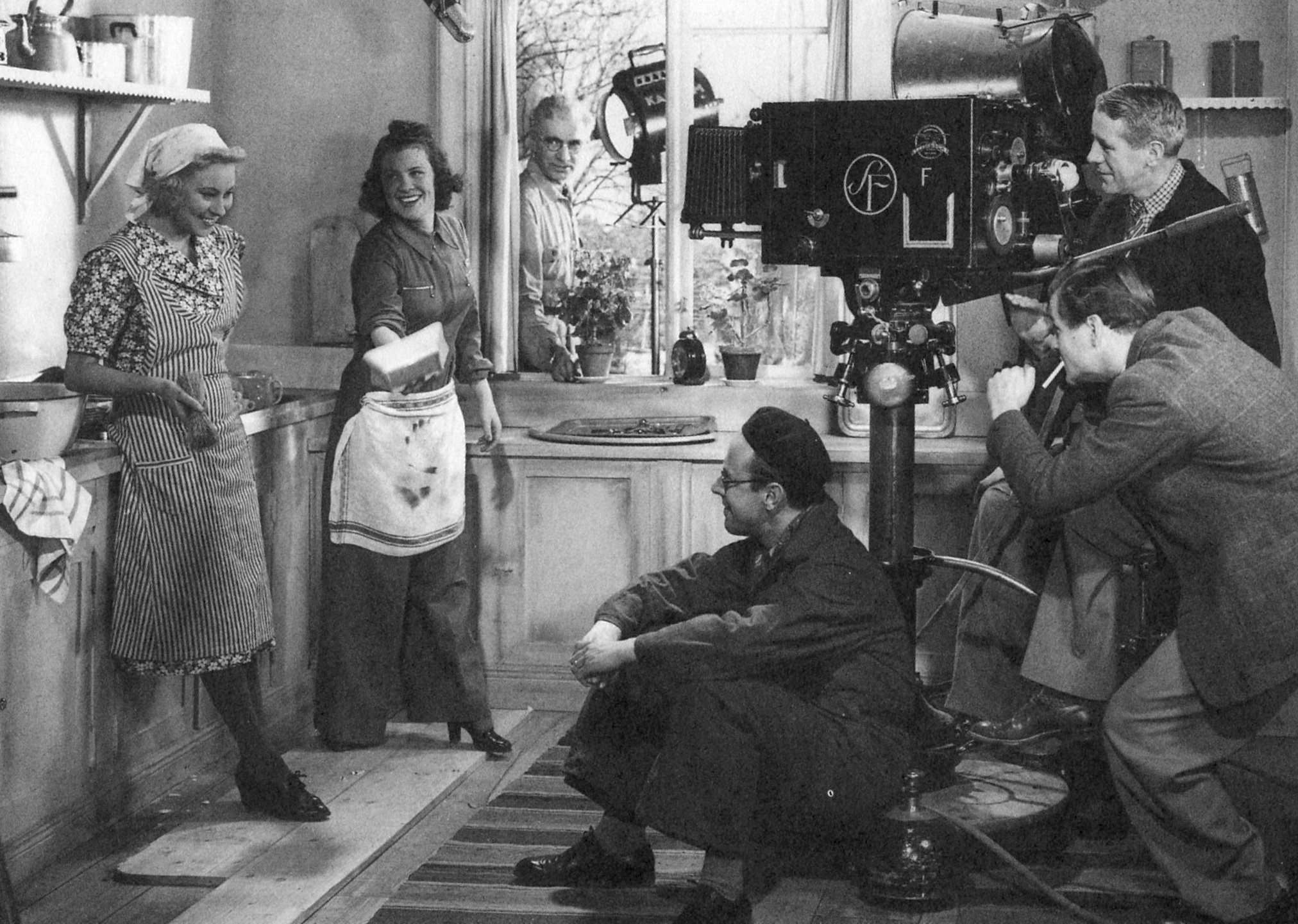
Från inspelningen av Landstormens lilla argbigga på Filmstaden, Solna 1941. Från vänster: Marianne Löfgren, Sickan Carlsson, mannen i fönstret (okänd), Nils Jerring (sittande), George Fant och Julius Jaenzon (stående).

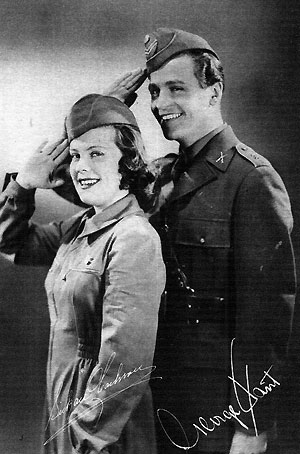
Sickan Carlsson och George Fant i filmen Landstormens lilla argbigga 1941.

- 1937 – John Ericsson – segraren vid Hampton Roads
- 1937 – Ryska snuvan
- 1937 – Pappas pojke
- 1937 – Klart till drabbning
- 1938 – Med folket för fosterlandet
- 1938 – Dollar
- 1938 – Styrman Karlssons flammor
- 1938 – Milly, Maria och jag
- 1939 – Kadettkamrater
- 1939 – Ombyte förnöjer
- 1939 – Landstormens lilla Lotta
- 1939 – Gubben kommer
- 1940 – Stål
- 1940 – Gentleman att hyra
- 1941 – Dunungen
- 1941 – Snapphanar
- 1941 – Den ljusnande framtid
- 1941 – Landstormens lilla argbigga
- 1942 – Ungdom i bojor
- 1943 – Tåg 56
- 1943 – Livet på landet
- 1943 – Katrina
- 1943 – En vår i vapen
- 1945 – Blod och eld
- 1945 – Tre söner gick till flyget
- 1945 – Rosen på Tistelön
- 1946 – Brita i grosshandlarhuset
- 1946 – Harald Handfaste
- 1946 – Klockorna i Gamla Sta'n
- 1947 – Maria
- 1948 – Främmande hamn
- 1948 – Lars Hård
- 1948 – Dit vindarna bär
- 1948 – Glada paraden
- 1949 – Huset nr 17
- 1954 – Hästhandlarens flickor
- 1955 – Resa i natten
- 1956 – Ett dockhem
- 1957 – Gårdarna runt sjön
- 1957 – Mamma tar semester
- 1958 – Körkarlen
- 1960 – Goda vänner trogna grannar
- 1960 – När mörkret faller
- 1961 – Änglar, finns dom?
- 1963 – Mordvapen till salu
- 1965 – För vänskaps skull
- 1969 – Konfrontation
- 1974 – Landshövdingen
- 1994 – År av drömmar (TV-serie)
- 1995 – Kristin Lavransdotter
- 1998 – Skärgårdsdoktorn (TV-serie)

## Teater

### Roller
| År   | Roll            | Produktion                                                                                         | Regi                     | Teater                                  |
| ---- | --------------- | -------------------------------------------------------------------------------------------------- | ------------------------ | --------------------------------------- |
| 1937 | Benjamin        | Påsk August Strindberg                                                                             | Johan Falck              | Vasateatern                             |
| 1938 | Roger Cole      | Blåsten och regnet (The Wind and the Rain) Merton Hodge                                            | Otto Salomon             | Nya Teatern                             |
| 1938 | Bob             | Min hustru doktor Carson ( Robert’s Wife) St. John Greer Ervine                                    | Harry Roeck-Hansen       | Blancheteatern                          |
| 1939 | Leon            | Madame Bovary Gaston Baty                                                                          | Harry Roeck-Hansen       | Blancheteatern                          |
| 1940 | Sonen           | Fröken kyrkråtta (A templom egére) Ladislas Fodor och Ludvig Schinseder                            | Ernst Eklund             | Oscarsteatern                           |
| 1940 | Jack Chesney    | Charleys tant (Charley's Aunt) Brandon Thomas                                                      | Leif Amble-Naess         | Södra teatern, flyttad till Vasateatern |
| 1941 | David Hallowell | Ung kärlek (Young Love) Samson Raphaelson                                                          | Per-Axel Branner         | Nya Teatern                             |
| 1941 | Clas Tott       | Christina August Strindberg                                                                        | Per-Axel Branner         | Nya Teatern                             |
| 1943 | Unge Syriern    | Salome Oscar Wilde                                                                                 | Per-Axel Branner         | Nya Teatern                             |
| 1944 | Håkan Ingelsson | Mans kvinna Vilhelm Moberg                                                                         | Per Lindberg Gösta Folke | Vasateatern                             |
| 1945 | Armand Duval    | Kameliadamen (La Dame aux camélias) Alexandre Dumas d.y.                                           | Per-Axel Branner         | Nya Teatern                             |
| 1946 | Maurice Gardier | Vår i september (Les printemps des autres) Jean Jacques Bernard                                    | Gunnar Olsson            | Blancheteatern                          |
| 1949 | Henri           | Den lilla hyddan (La petite hutte) André Roussin                                                   | Per-Axel Branner         | Nya Teatern                             |
| 1951 |                 | Loulou (Le Prince d'Aquitaine) Marcel Thiébaut                                                     | Ernst Eklund             | Lisebergsteatern                        |
| 1958 |                 | Du stolte krigare (Home is the Hero) Walter Macken                                                 | Sandro Malmquist         | Riksteatern                             |
| 1958 | Claude Masure   | Bäddat för tre (Monsieur Masure) Claude Magnier                                                    | Willy Peters             | Programbolaget                          |
| 1959 | Jerry Ryan      | Två på gungbrädet (Two for the Seesaw) William Gibson                                              |                          | Oslo                                    |
| 1959 | Vielgeschrey    | Den jäktade (Den stundesløse) Ludvig Holberg                                                       | Tore Karte               | Fredriksdalsteatern                     |
| 1960 | Michel Gosselin | Primadonna (Adorable Julia) Marc-Gilbert Sauvajon                                                  | Gösta Folke              | Lilla Teatern                           |
| 1960 | Mannen          | Fällan (Piege pour un homme seul) Robert Thomas                                                    | Tom Dan-Bergman          | Lilla Teatern                           |
| 1961 | Camille Sevigné | Tokan (LʼIdiote) Marcel Achard                                                                     | Tom Dan-Bergman          | Lilla Teatern                           |
| 1961 | Hortensio       | Så tuktas en argbigga (The Taming of the Shrew) William Shakespeare                                | Per Gerhard              | Vasateatern                             |
| 1962 | Shannon         | Iguanans natt ( The Night of the Iguana) Tennessee Williams                                        | Per Gerhard              | Vasateatern                             |
| 1995 |                 | Änglar, eller Soporna, staden och döden (Der Müll, die Stadt und der Tod) Rainer Werner Fassbinder | Rickard Günther          | Teater Galeasen                         |

## Radioteater

### Roller
| År   | Roll                      | Produktion        | Regi          |
| ---- | ------------------------- | ----------------- | ------------- |
| 1946 | Tom Fennell, teaterkamrer | Teater Guy Bolton | Rune Carlsten |